# Samar
Samar (Sm, łac. samarium) – pierwiastek chemiczny, lantanowiec. Nazwa pochodzi od samarskitu (Y,Ce,U,Fe)3(Nb,Ta,Ti)5O16 – minerału, z którego został wyizolowany w 1879 r. przez francuskiego chemika Paula Lecoq de Boisbaudrana.
Samar występuje w skorupie ziemskiej w ilości 7,9 ppm. Został odkryty w 1853 r. przez szwajcarskiego chemika Jeana Charles’a Galissard de Marignaca podczas analizy spektroskopowej dydymu.
Najważniejszym minerałem samaru jest monacyt (Ce,La,Th,Nd,Y,Pr,Sm)PO4 – występujący często w złożach okruchowych jako piasek monacytowy.